# Cadmans Cottage

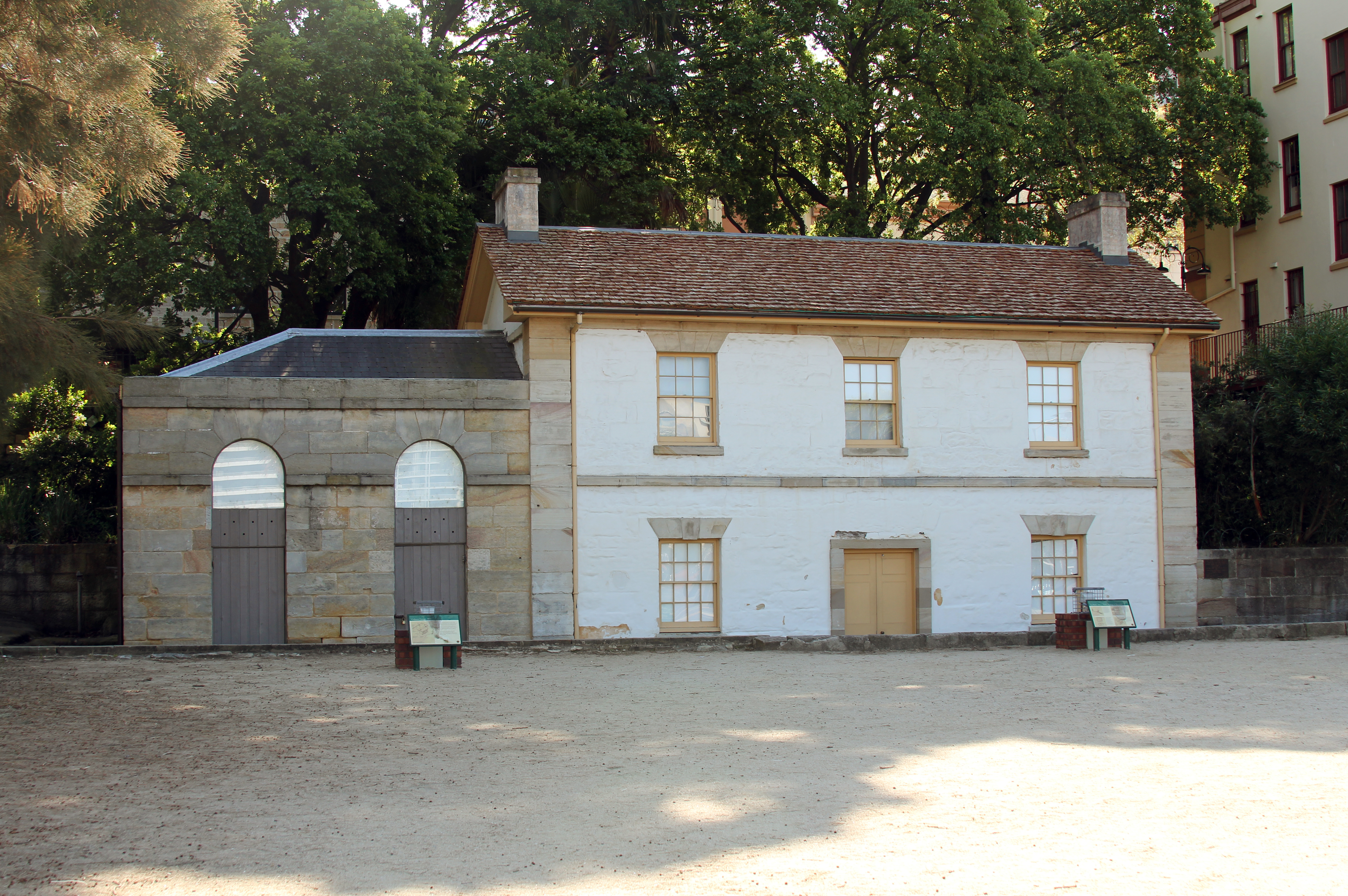
Vorderansicht des Cadman's Cottage

Das Cadmans Cottage ist das älteste erhaltene Gebäude aus der Kolonialzeit, das im Stadtteil The Rocks (Felsen) in Sydney, Australien, gebaut wurde.

## Geschichte
Gebaut wurde Cadmans Cottage von 1815 bis 1816; es diente als Wohngebäude für die kolonialen Inspektionen des von der Kolonialregierung beauftragten Steuermanns und seiner Mannschaften. Der Entwurf ist vermutlich Francis Greenway zuzuweisen, dem bedeutendsten Architekten Sydneys der frühen Kolonialzeit. Das Gebäude hat eine große geschichtliche Bedeutung für Sydney, vor allem auch deswegen, weil es das erste massive Gebäude war, das an der Küstenlinie Sydneys im heutigen Stadtteil The Rocks gebaut wurde. Es wird berichtet, dass ursprünglich der Tidenhub bis auf 2,4 m an das Cadmans Cottage heranreichte, allerdings wich durch die Landnahme der Gebäude des Circular Quays das Wasser seit 1816 bis heute auf eine Entfernung von etwa 100 m zurück. Das Gebäude diente von 1816 bis 1845 vier Steuermännern, von 1845 bis 1864 diente es als Hauptquartier der Wasserpolizei Sydneys und von 1865 bis 1970 als Unterkunft für Seefahrer.
Die Restaurierung des Cadmans Cottage begann 1972, nachdem es entsprechend dem National Parks and Wildlife Act zum schützenswerten Denkmal erklärt und unter die Kontrolle der Sydney Cove Redevelopment Authority gestellt wurde. Nach einer archäologischen Untersuchung zur Vorbereitung des 200-Jahrestages Australiens im Jahr 1988 wurden lediglich kleinere Arbeiten zur Vervollständigung des Gebäudes durchgeführt. Das Gebäude wird nun vom Sydney Harbour National Park als Informationszentrum genutzt.

## John Cadman
Namensgebend für das Gebäude war John Cadman, der 1772 geboren wurde und im Alter von 25 Jahren als Sträfling nach Australien transportiert wurde, weil er ein Pferd gestohlen hatte. Im Jahr 1821 wurde er von Gouverneur Lachlan Macquarie begnadigt. Er lebte mit seiner Frau und seinen zwei Stieftöchtern als Bootsinspektor von 1827 bis zu seinem Ausscheiden im Jahr 1845. Er blieb in dem Haus 18 Jahre, womit er am längsten in dieser Position blieb.

## Bedeutung
Cadmans Cottage wird eine nationale Bedeutung durch das australische Volk zugeordnet, da die Entdeckung der ursprünglichen Küstenlinie des Sydney Cove die Entwicklung des Schiffskais und Sydney selbst demonstriert. Es ist das drittälteste Gebäude Sydneys und ein seltenes und frühes Beispiel eines offiziellen Kolonialbaus, ein Wohngebäude. Dies gilt, obwohl bei der Wiederherstellung dieses Wohngebäudes im Jahr 1972 Originalsubstanz verloren ging.

## Lage
Das Cottage befindet sich in der George Street (Nummer 110) in unmittelbarer Nähe des Übersee-Passagierterminals. Es kann von der Öffentlichkeit von Montag bis Freitag betreten und besichtigt werden.